# Ministerio de Justicia de Letonia

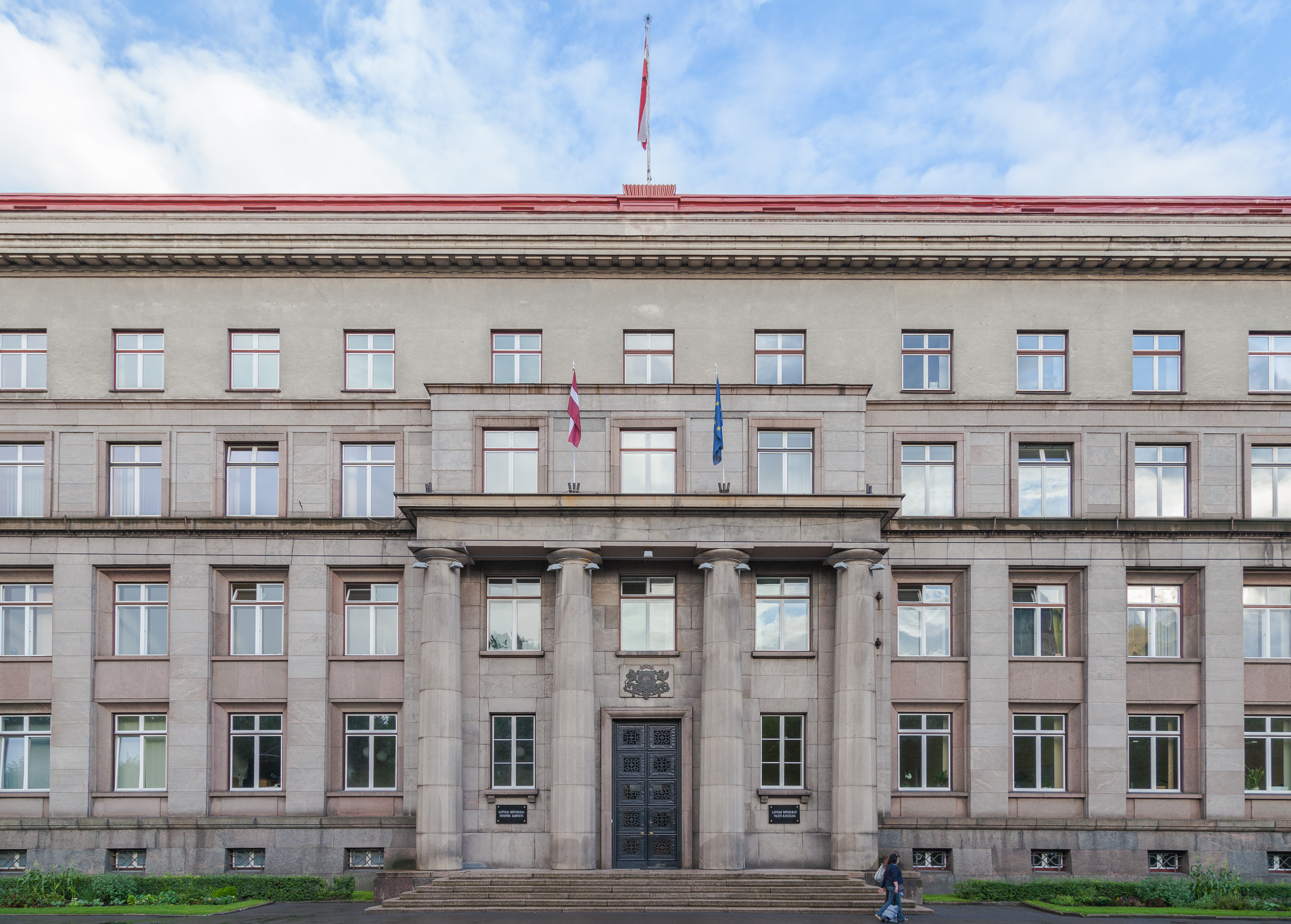
Ministerio de Justicia de Letonia, ubicado en Riga, Letonia

El Ministerio de Justicia de Letonia (en letón: Latvijas Republikas Tieslietu ministrija ) fundado el 1918, es el departamento del gobierno de Letonia responsable de la gestión y control del sector de la justicia al territorio de Letonia. La sede principal del ministerio se encuentra en Riga y está encabezado por el político nombrado Ministro de Justicia. Desde 2019 es Jānis Bordāns.

## Funciones
Sus funciones y tareas están determinadas por sus estatutos, entre las principales se encuentra la organización el desarrollo de estrategias en la política estatal, la institución de la gestión del trabajo administrativo y la organización del ministerio para poder llevar a cabo sus funciones. También garantiza la representación de la República de Letonia ante el Tribunal de Justicia de la Unión Europea, así como a la red judicial europea en las materias civil, comercial y penalti.  El ministerio tiene unos 240 empleados.

### Instituciones subordinadas
Instituciones públicas subordinadas al Ministerio de Justicia con fecha de 2013:
- Inspección Estatal de Datos
- Consejo de Administración Penitenciaria
- Oficina de Patentes de la República de Letonia
- Oficina de Protección Constitucional
- Corte Administrativa
- Registro Empresarial de la República de Letonia
- Administración de Concursos
- Servicio de Libertad Condicional del Estado
- Oficina Estatal de Ciencia Forense
- Centro de Idiomas Oficial de la República de Letonia
- Servicio de Tierras del Estado
- Administración del Fondo de Garantía de Mantenimiento
- Administración de Asistencia Jurídica